# Caphyrinae
De Caphyrinae zijn een onderfamilie van krabben (Brachyura) uit de familie Portunidae.

## Geslachten
De Caphyrinae omvatten de volgende geslachten:
- Caphyra Guérin, 1832
- Coelocarcinus Edmondson, 1930
- Lissocarcinus Adams & White, 1849

### Uitgestorven
- Mioxaiva  †  Müller, 1978